# Mikuni Shimokawa
Mikuni Shimokawa (jap. 下川みくに Shimokawa Mikuni; ur. 19 marca 1980 w Shizunai, Hokkaido) – japońska piosenkarka i autorka tekstów J-pop. 
Najbardziej znana ze swoich piosenek wykorzystanych w anime, między innymi piosenki otwierające i kończące serie Full Metal Panic!. Potrafi graċ na pianinie. Na początku należała do żeńskiego zespołu Checkicco.